# Das Orakel vom Berge
Das Orakel vom Berge (englischer Originaltitel: The Man in the High Castle) ist eine Alternativweltgeschichte und Dystopie des US-amerikanischen Schriftstellers Philip K. Dick aus dem Jahr 1962. Sie spielt im selben Jahr in einer fiktiven Gegenwart, in der das Dritte Reich und Japan die USA besiegt und unter sich aufgeteilt haben.

## Inhalt

### Geschichtlicher Hintergrund der Alternativwelt

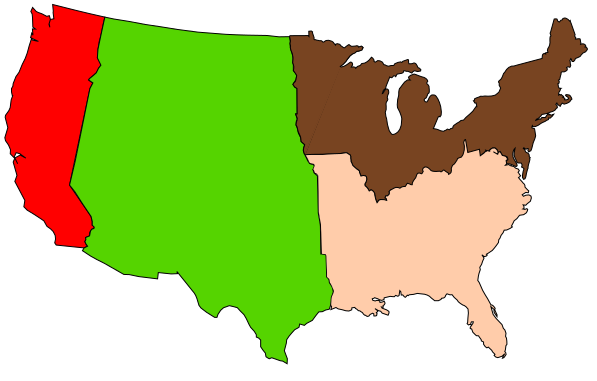
In Das Orakel vom Berge (1962) haben Japan und Nazi-Deutschland das bisherige Hauptgebiet der USA unter sich aufgeteilt. Diese Karte ist ein Versuch einer plausiblen Veranschaulichung dieser Grenzen, sehr spekulativ und entsprechend den wenigen Informationen, die in dem Buch enthalten sind.
Pazifische Staaten von Amerika (japanische Kolonie)
Rocky-Mountain-Staaten (unbesetzt)
Vereinigte Staaten von Amerika (deutsche Kolonie)
Der Süden (mit den Nordstaaten/USA verbündet - Marionettenstaat)

Franklin D. Roosevelt wird 1933 im ersten Jahr seiner Präsidentschaft ermordet und der Zweite Weltkrieg endet im Jahre 1947 mit dem Sieg der Achsenmächte. Nach der Niederlage werden die USA unter den Siegermächten Deutschland und Japan aufgeteilt. Westlich der Rocky Mountains liegt das japanische (Pazifische Staaten von Amerika, PSA), östlich das deutsche Gebiet. Dieses ist wiederum aufgeteilt in die weiterhin unter diesem Namen bestehenden „Vereinigten Staaten von Amerika“ und den „Süden“, ein rassistisches Regime, das mit Deutschland kollaboriert. Zwischen dem japanischen und dem deutschen Gebiet existiert eine neutrale Pufferzone, die „Rocky-Mountain-Staaten“ (RMS).
Deutschland hat mittlerweile das Mittelmeer zur Lebensraumgewinnung trockengelegt (siehe auch das reale, aber nie verwirklichte Atlantropa-Projekt) und ist unter anderem damit beschäftigt, die schwarze Bevölkerung Afrikas komplett auszurotten. Nach dem Tod von Reichskanzler Martin Bormann (Adolf Hitler vegetiert mittlerweile von Syphilis befallen dahin) kommt es zu einem Machtkampf zwischen verschiedenen Gruppen des nationalsozialistischen Regimes. Während dieses eine rücksichtslose Politik der Unterwerfung und Vernichtung betreibt, geben sich die japanischen Besatzer zwar autoritär, dies jedoch in weit milderer Form als die Deutschen. Italien unterhält ein kleines Imperium im Nahen Osten, spielt aber ansonsten im Weltgeschehen keine große Rolle mehr.
Im Gegensatz zu unserer Realität sind in dieser Alternativwelt Reinhard Heydrich, Fritz Todt und Erwin Rommel nicht während des Zweiten Weltkriegs gestorben. Heydrich hat nach Himmlers nicht vollständig aufgeklärtem Tod von 1948 dessen Rolle eingenommen. Todt betrieb mit seiner Organisation Todt den Wiederaufbau des von den Deutschen besetzten Teils der USA, wurde dann jedoch 1949 kaltgestellt, was auch für Rommel galt, der nach seinem Sieg in Nordafrika mit seinen Panzerdivisionen England überrollte und später Militärgouverneur des deutsch besetzten Teils der USA war. Die Alternativwelt hat zwei Persönlichkeiten aus Kunst und Unterhaltung eine eigentümliche Rolle zugewiesen, so ist Herbert von Karajan Dirigent der New Yorker Philharmoniker, Bob Hope hat eine satirische Sendung in dem offensichtlich nicht von den Nazis besetzten Kanada, in der er sich über das Naziregime lustig machen kann.
Auch die technische Entwicklung unterscheidet sich von der tatsächlichen, so hat das Deutsche Reich zwar ein umfassendes Raumfahrtprogramm (bemannte Flüge zum Mond und zum Mars haben bis 1962 stattgefunden), Wasserstoffbomben und interkontinentale Passagier-Raketenschiffe, eine fortschrittliche Materialforschung (es wird ein Pkw mit einer Kunststoffkarosserie erwähnt, der für 600 $ angeboten werden soll) und eine sehr ausgeprägte pharmazeutische Industrie. Andererseits hat z. B. das Fernsehen kaum eine Bedeutung für den im Roman dargestellten Nationalsozialismus; so wird geschildert, dass in Deutschland bislang für vier Stunden am Tag ein Programm gesendet werde und der Bau des ersten Fernsehsenders in Nordamerika für 1970 projektiert sei.

### Handlung
Vor diesem Hintergrund werden die Erlebnisse verschiedener Protagonisten aus der japanisch besetzten und der Pufferzone geschildert, deren Leben durch private oder berufliche Umstände miteinander verwoben sind.
- Rudolf Wegener, ein Agent der deutschen Abwehr, reist als schwedischer Händler getarnt nach San Francisco, wo er sich mit Mr. Tagomi, dem Leiter der Japanischen Handelskommission, trifft. Er muss so lange unentdeckt bleiben, bis Mr. Yatabe aus Japan eintrifft, der Chef des japanischen Generalstabs, dem Wegener eine Botschaft für die japanische Regierung übermitteln will. Wegener warnt Yatabe vor den Plänen des Nazireichs, Japan nach einem inszenierten Vorfall mit einem plötzlichen massiven Atomschlag auszuschalten, um dann dessen Überseegebiete einnehmen zu können. Als zwei Männer des deutschen Sicherheitsdienstes Wegener aufgreifen wollen, erschießt Tagomi diese und gerät damit in einen inneren Konflikt. Inmitten der Machtwirren (Joseph Goebbels hat zunächst den Machtkampf für sich entscheiden können) kehrt Wegener nach Deutschland zurück, wo er von der Waffen-SS empfangen wird. Sein weiteres Schicksal und die Frage, ob seine Warnung rechtzeitig Japan erreicht, bleiben ungewiss.
- Nachdem Frank Frink (geborener Fink) von seiner alten Firma, einem Unternehmen, das Fälschungen von ehemaligen amerikanischen Alltagsgegenständen als Antiquitäten herstellt, entlassen worden ist, fertigt er auf Vorschlag seines früheren Vorarbeiters Ed McCarthy mit diesem unter dem Namen „Edfrank“ Schmuckstücke an. Um Startkapital von seinem alten Arbeitgeber zu erpressen, geht er unter falscher Identität zu einem Kunden seines früheren Arbeitgebers, dem Antiquitätenhändler Robert Childan, und klärt diesen, nachdem er Interesse an einem Colt vorgegaukelt hat, über die Fälschung auf. Später versucht McCarthy Childan eine Kollektion der „Edfrank“-Schmuckstücke zu verkaufen, Childan nimmt schließlich einige auf Kommissionsbasis in sein Angebot auf. Frink wird, nach Untersuchungen seines früheren Arbeitgebers, als Jude aufgegriffen und soll an die Deutschen ausgeliefert werden. Tagomi, an den das Gesuch übergeben wird, verwehrt jedoch aus Verärgerung darüber, dass der Sicherheitsdienst versucht hat Wegener aufzugreifen, die Auslieferung und ordnet die Freilassung Frinks an, der dadurch, ohne zu wissen warum, wieder freikommt.
- Robert Childan ist ein Ladenbesitzer (American Artistic Handcrafts Inc.) und bei den Japanern berühmt. Bei der Ware handelt es sich um ehemalige amerikanische Alltagsgegenstände, die von den Japanern gesammelt werden, aber kaum wirklichen Wert haben, zudem dürfte ein Großteil Fälschungen sein, was aber auch der Händler erst im Verlauf der Handlung erfährt. Er übernimmt die wertvollsten Werke der Edfrank-Juweliere in Kommission und übergibt eines zur Probe an Mr. Tagomi. Childan schwankt zwischen Bewunderung und Abscheu vor den japanischen Besatzern, zu denen er in Gestalt eines jungen japanischen Ehepaares (Paul und Betty) Kontakt hat, dem gegenüber er Minderwertigkeitskomplexe empfindet (mit teilweise paranoiden Ausprägungen). Er ist gleichzeitig ein Bewunderer der Nazis und Rassist. Als Childan Betty ein von „Edfrank“ angefertigtes Schmuckstück schenken will und dieses Paul übergibt, findet dieser es erst trivial und macht sich insgeheim darüber lustig, ändert aber dann seine Meinung und findet eine besondere Weisheit und Ausgeglichenheit („Wu“) in dem Stück. Er gibt das Schmuckstück zurück und bietet Childan die Wahl, diese spirituellen Kunstwerke zu verkaufen oder, wie er Childan auf Befehl seines Vorgesetzten anbietet, sie per Massenfertigung als billige Glücksbringer zu verkaufen. Childan, der den Handel rein des Geldes wegen betreibt, entwickelt nach einem inneren Kampf schließlich eine Art Nationalstolz und ringt Paul eine Entschuldigung ab für den Vorschlag, die neue amerikanische Kunst zu verscherbeln.
- Mr. Tagomi fühlt sich hin- und hergerissen zwischen der modernen amerikanischen und der traditionellen, buddhistischen Welt. Später öffnet ihm die schlichte Schönheit eines  Schmuckstücks, hergestellt vom Edfrank-Juweliergeschäft und verkauft von Mr. Childan, einen Zugang zu einer anderen Realität.
- Frinks Exfrau Juliana Frink, die in Colorado lebt und dort als Judolehrerin arbeitet, geht eine Beziehung mit Joe Cindella, einem angeblich italienischen Trucker, ein. Diese Beziehung ist eher sexueller Art, Frink fühlt sich von Cindella gleichzeitig angezogen und abgestoßen. Cindella zeigt Frink das Buch Die Plage der Heuschrecke von Hawthorne Abendsen, einen Roman über eine fiktive Welt, in der die Achsenmächte den Krieg verloren haben. Frink hat bereits zuvor von dem Buch gehört und beginnt fasziniert darin zu lesen. Zusammen mit Cindella macht sie sich auf den Weg zu dem Autor Abendsen, der in einem zu einer Art Festung ausgebauten Haus leben soll. Als sich während ihres Aufenthalts in Denver herausstellt, dass Cindella ein Schweizer Killer im Dienst der Deutschen ist, der Abendsen beseitigen soll, verletzt Frink ihn tödlich, nach einem missglückten Selbstmordversuch, mit einer Rasierklinge und reist alleine weiter. Als sie ankommt, stellt sich heraus, dass Abendsen in einem ganz normalen Haus wohnt. Nachdem Frink von Abendsen empfangen worden ist, räumt dieser ein, dass er das Buch mit Hilfe des chinesischen I Ging geschrieben habe. Frink befragt ihrerseits das Orakel, was die zu erfahrende Lehre aus dem Buch sei, worauf sie die Antwort erhält, dass das Buch mit der Niederlage der Achsenmächte die „innere Wahrheit“ wiedergebe.

### Schwer liegt die Heuschrecke
Ein Buch im Buch, das Heuschreckenbuch – in neueren Übersetzungen auch Die Plage der Heuschrecke genannt – ist im von den Nazis kontrollierten Gebiet verboten, aber auf der japanischen Seite und im neutralen Zwischengebiet ein Bestseller. Es handelt von einer fiktiven Welt, in der die Achse den Krieg verloren hat. Der Autor ist Hawthorne Abendsen, der Titel des Buches ist der Bibel entlehnt (Kohelet {12,5 } „die Heuschrecke schleppt sich dahin“).
Die fiktive Welt des Buches unterscheidet sich allerdings von der tatsächlichen Geschichte des Zweiten Weltkrieges. In seiner Handlung ist Großbritannien maßgeblich an der Niederlage der Achsenmächte beteiligt. So kann die fast besiegte sowjetische Armee die Stadt Stalingrad nur durch massive Unterstützung britischer Truppen halten, welche von Nordafrika über die Türkei nach Russland marschieren. Hitler und Goebbels werden lebend von den Engländern gefasst und im Nürnberger Prozess abgeurteilt. Den folgenden Machtkampf zwischen Großbritannien und den Vereinigten Staaten kann das britische Empire für sich entscheiden – maßgeblich durch Churchill, der über Jahre hinweg Premierminister bleibt und das Weltreich entschlossen führt, während in den USA ein schwacher Präsident auf den anderen folgt. Das Empire, das in der realen Welt nach dem Krieg zerfiel, ist im Heuschreckenbuch nach diesem dem Kalten Krieg ähnlichen Wettstreit die mächtigste Nation der Welt.

### Verwendung desI Ging
Das I Ging (chinesisch 易經 / 易经, „Buch der Wandlungen“) wird im Buch von den japanischen und amerikanischen Protagonisten immer wieder als Orakel benutzt. Gegen Ende des Buches stellt sich heraus, dass das Buch im Buch, Schwer liegt die Heuschrecke, aus Befragungen des I Ging entstanden ist. Dicks Angaben zufolge hat das I Ging ihm auch selbst beim Schreiben geholfen, die Entwicklung der Geschichte Das Orakel vom Berge mit zu bestimmen.

## Themen
Das Hauptthema des Buches ist der Einfluss der Unwirklichkeit auf die Wirklichkeit.
- Robert Childan stellt fest, dass viele seiner Antiquitäten Fälschungen sind. Mr. Tagomi kommt angesichts von Childans Waren zu dem Schluss, dass lediglich die historische Konnotation der Gegenstände ihren Wert ausmacht, als solche aber nicht verifizierbar ist.
- Joe Cindella stellt sich Juliana Frink als dunkelhaariger Italiener vor. Nach einem Friseurbesuch hat er scheinbar gefärbte blonde Haare und gibt an, kein Italiener mehr sein zu wollen. Tatsächlich ist er Schweizer und dies seine tatsächliche Haarfarbe; die dunklen Haare waren bloß eine Perücke.
- Frank Frink hat sich, um nicht als Jude erkannt zu werden, umfassenden chirurgischen Eingriffen unterzogen, die charakteristische „jüdische“ Merkmale wie Schädel- und Nasenform (siehe: Physiognomik) anpassen zu lassen. Das Gleiche behauptet auch Rudolf Wegener unter seinem Tarnnamen Richard Baynes gegenüber einem deutschen Künstler und fügt hinzu, andere Juden mit ähnlichen Eingriffen hätten weiterhin Einfluss bis auf höchste Regierungsebenen.
- Das „Heuschreckenbuch“ beschreibt die Geschichtsentwicklung genauer, als das eigentliche Buch selbst es tut.
- Der „Mann im hohen Schloss“ lebt entgegen der Ankündigung auf dem Klappentext des „Heuschreckenbuchs“ von einer mit Waffen und Stacheldraht gesicherten Festung in einem normalen Haus.
- Am Ende der Geschichte finden Juliana und Abendsen unter Einbeziehung des I Ging heraus, dass ihre Welt die eigentliche Fiktion ist.
- Mr. Tagomi sieht eine alternative Welt vor sich, dargestellt durch ein anderes Straßenbild ohne Rikschas, den Embarcadero Freeway und eine Gesellschaft, in der Japaner nicht den Amerikanern übergeordnet sind.

## Rezeption
Philip K. Dick erhielt 1963 für „Das Orakel vom Berge“ den Hugo Award in der Kategorie Roman. Es wird von Kritikern als sein bestes Werk angesehen und fand den Weg nicht nur in Klassikerreihen der Science Fiction, sondern erhielt auch beispielsweise durch die Aufnahme in die allgemein ausgerichtete Klassikerreihe des Penguin-Verlags eine Akzeptanz über den Science-Fiction-Bereich hinaus. Dementsprechend zählt das Buch zu den bekanntesten Werken Dicks.

## Adaptionen

### Begonnene Fortsetzung als Roman
1974 begann Dick, an einer Fortsetzung für „Das Orakel vom Berge“ zu schreiben, jedoch brach er dieses Vorhaben wieder ab. Lediglich die ersten beiden Kapitel wurden fertiggestellt und zusammen mit seinem Nachlass veröffentlicht. In den beiden Kapiteln wird geschildert, wie ein Kommando der Abwehr durch einen „Nexus“ in unsere Welt gelangt ist und nun Canaris und Göring einige Artefakte daraus präsentiert. Die Nazis vermuten, dass es noch weitere Parallelwelten geben muss, z. B. die von Abendsen. Außerdem wird Wegener bei SS-Führer Heydrich vorstellig, welcher über dessen Mission in San Francisco Bescheid wusste und sich von diesem Informationen über Görings Parallelwelt-Programm erhofft.

### Hörspiel
Der Bayerische Rundfunk produzierte 1982 ein Hörspiel nach dem Roman unter dem Titel Schmetterling mit Hakenkreuzen. Bearbeitung: Michael Koser. Regie: Gert Westphal. Darsteller: Gert Günther Hoffmann (als Abendsen), Aljoscha Sebald (als Tagomi), Rüdiger Bahr (als Frank Frink), Katharina Lopinski (als Juliana Frink), Horst Sachtleben (als Cindella), Harald Leipnitz (als Sundmann (= Wegener)), Siemen Rühaak (als Childan) u. a.

### Verfilmung
Amazon ließ den Roman für eine Fernsehserie adaptieren, die The Man in the High Castle heißt und zwischen 2015 und 2019 bei Amazon Prime Video erschien. The Man in the High Castle umfasst vier Staffeln mit je 10 Episoden.

## Ausgaben
Deutsche Erstausgabe:
- Philip K. Dick: Das Orakel vom Berge. Deutsch von Heinz Nagel, König Verlag, München 1973, ISBN 3-8082-0082-0.

Neuausgabe:
- Philip K. Dick: Das Orakel vom Berge. Deutsch von Norbert Stöbe, Heyne, München 2000, ISBN 3-453-16411-3.